# Новодесятникове
Новодесятникове (рос. Новодесятниково) — село Кяхтинського району, Бурятії Росії. Входить до складу Великолузького сільського поселення.
Населення — 270 осіб (2010 рік).